# Betula klokovii
Betula klokovii là một loài thực vật có hoa trong họ Betulaceae. Loài này được Zaver. mô tả khoa học đầu tiên năm 1964.